# Эйвери, Текс
Текс Эйвери (англ. Tex Avery, полное имя — Фредерик Бин Эйвери (англ. Frederick Bean Avery), известен также как и Фред Эйвери; 26 февраля 1908, Тейлор, округ Уильямсон, Техас, США — 26 августа 1980, Бербанк, Калифорния, США) — американский мультипликатор, режиссёр-мультипликатор, актёр озвучивания.
Наиболее известен мультипликационными лентами, произведёнными в период т. н. «золотой эры голливудской мультипликации». Наиболее примечательны его работы, выполненные для студий Warner Bros. и MGM. Также Эйвери является создателем таких мультперсонажей как Даффи Дак, Багз Банни, Друпи, Чокнутый Бельчонок (Screwy Squirrel), Джордж и Малыш (George and Junior); принимал участие в разработке персонажей Порки Пиг и Чилли Вилли (последний для студии Уолтера Ланца). Влияние, оказанное Эйвери на мультипликацию как отрасль, можно проследить по работам большинства мультипликационных серий разных студий периода 1940—1950-х годов.
Стиль Эйвери кардинальным образом отличался от стиля доминировавшей в тот период на рынке мультипликации студии Уолта Диснея. Дисней придерживался принципов реализма и достоверности, Эйвери же считал, что предназначение анимации в том, чтобы показывать зрителю вещи, невозможные для кинематографа. Наиболее часто цитируется заявление Текса Эйвери о том, что «в мультике ты можешь делать всё», и его ленты часто это доказывали.
Также Эйвери часто сам принимал участие в озвучивании своих фильмов. Как правило он произносил отдельные реплики, вроде фразы Санта-Клауса в «Who Killed Who?», но бывали и исключения. Так именно голосом Эйвери говорит персонаж Друпи в лентах «The Shooting of Dan McGoo», «Wild and Woolfy», «Northwest Hounded Police».
Его мультфильмы шесть раз были номинированы на премию «Оскар» в категории «Лучший короткометражный фильм». В октябре 2021 года вышел третий том коллекции мультфильмов «Tex Avery Screwball Classics Vol. 3» на Blu-ray и DVD, издательство Warner Archive Collection.   

## Биография

### Ранние годы, начало карьеры
Эйвери вырос в своём родном городе Тейлор (штат Техас), в 1927 году он окончил North Dallas High School. В его школе особой популярностью пользовалась фраза «What’s up, doc?», которую в 1940-х годах он популяризовал, вложив в уста Багза Банни.
Карьеру мультипликатора Эйвери начал на студии Уолтера Ланца Walter Lantz Productions, где в начале 1930-х годов он работал над мультипликационными сериями «Oswald the Lucky Rabbit» (Эйвери появляется в титрах как animator). За период своей работы на Ланца Эйвери сумел подняться до должности режиссёра и самостоятельно режиссировал две ленты.
Во время офисных дурачеств ему в левый глаз попала канцелярская скрепка, пущенная мультипликатором Чарльзом Хастингом. Это вызвало частичную утрату зрения. Позже говорили, что лишившись бинокулярного зрения и возможности воспринимать глубину пространства, Эйвери получил своё уникальное ви́дение вещей и, как результат, разработал собственное причудливое направление анимации.

### Termite Terrace — «термитная терраса»
В конце 1935 года Эйвери перешёл в студию Леона Шлезингера (Leon Schlesinger), которого он спустя некоторое время уговорил предоставить ему в распоряжение собственный отдел. Шлезингер выполнил просьбу, поставив Эйвери руководить подразделением мультипликаторов, в числе которых были Боб Клэмпетт и Чак Джонс. Также Шлезингер определил всё подразделение в 5-комнатное бунгало на отшибе, чтобы не нервировать предшественника Эйвери, мультипликатора Тома Палмера (которого Шлезингер собирался в ближайшее время уволить).
Подразделение Эйвери приступило к работе над чёрно-белым циклом «Looney Tunes», вместо цветных «Merrie Melodies». Вскоре работники отдела нарекли свой квартал «термитной террасой» за очевидно высокую численность в этом районе термитов. Название «Termite Terrace» позже стало обозначать всю студию Шлезингера/Уорнеров, в основном потому, что Эйвери и его команда стали теми людьми, которые определили будущее коллектива, получившего позднее известность как «The Warner Bros. cartoon».
Первой короткометражной лентой, созданной отделом Эйвери, стал мультфильм «Gold Diggers of ’49». В нём впервые на экране появляется поросёнок Порки Пиг, и именно с этого фильма начинаются эксперименты Эйвери в области мультипликации.

### Создание звёзд «Looney Tunes»
Эйвери при поддержке Клэмпетта, Джонса и нового режиссёра Фрэнка Ташлина заложил фундамент для того стиля мультипликации, который смог низвергнуть The Walt Disney Studio с лидирующих позиций в производстве короткометражной анимации, и создал поколение мультперсонажей, чьи имена до сих пор у всех на слуху. Непосредственно сам Эйвери как режиссёр был глубоко причастен к производственному процессу: будучи по натуре перфекционистом, он придумывал шутки для короткометражек, периодически сам принимал участие в озвучивании (стоит упомянуть его фирменный утробный смех), таймировал ленту (вплоть до того, что мог вырезать кадры из готового негатива, если фильм не укладывался в рассчитанный хронометраж).

#### Даффи Дак
Фильм «Porky’s Duck Hunt» (1937) представил зрителям персонажа по имени Даффи Дак, который нёс иную форму помешательства и дурачества, невиданных до тех пор в мультипликации масштабов. Даффи был совершенно неуправляем, он носился по экрану с двойной скоростью, вопил и говорил высоким, ускоренным голосом актёра Мела Бланка.

#### Багз Банни
Фильм Эйвери «A Wild Hare» (1940) считается первой мультипликационной лентой, в которой принимает участие персонаж, позднее получивший имя Багз Банни (до этого в короткометражных лентах фигурировали различные кролики, считающиеся предшественниками Багза Банни). Кролик, созданный Тексом Эйвери совместно с мультипликатором Робертом Маккимсоном, отличался хладнокровным нравом, он полностью контролировал себя и ситуацию. Также «A Wild Hare» впервые представила зрителям игру кролика в дуэте с лысым, мягкохарактерным и уступчивым Элмером Фаддом (который являлся переделанной версией Egghead, персонажа Эйвери, разработанного им для цикла «Looney Tunes»). Знаменитая реплика Багза Банни «What’s up, doc?» прозвучала впервые именно в фильме «A Wild Hare». Помещённый в потенциально опасную ситуацию беззаботный, спокойный кролик был принят публикой тепло, и Эйвери сделал фразу «What’s up, doc?» его неотъемлемым атрибутом.
Тем не менее, за время своей работы на студии Шлезингера Текс Эйвери закончил лишь четыре фильма с Багзом Банни: «A Wild Hare», «Tortoise Beats Hare», «All This and Rabbit Stew» и «The Heckling Hare». Последний также положил конец его отношениям со студией: Эйвери поссорился с продюсером из-за концовки мультфильма. В оригинальной версии Эйвери охотничий пёс и Багз Банни падают с высокого обрыва три раза подряд, и перед тем, как упасть в третий раз, Багз оборачивался в камеру и произносил: «Держитесь за шляпы, друзья, сейчас всё пойдёт по-новой!» По непонятной причине эта шутка в то время была признана рискованной, Шлезингер был вынужден вмешаться (по некоторым данным, после личного распоряжения Джека Уорнера) и отредактировать концовку мультфильма. В урезанной версии пёс и кролик падают с обрыва дважды, фильм резко обрывается когда они тормозят возле самой земли и произносят, глядя в камеру: «А мы вас надули, да?»
Разъярённый Эйвери вскоре покинул студию, оставив незавершёнными три фильма: «Crazy Cruise», «The Cagey Canary», «Aloha Hooey». Работу над лентами закончил Боб Клэмпетт.

### Разговоры про животных
За время работы у Шлезингера Эйвери разработал технологию анимации губ, совмещённых в кадре с живым видео животных. Шлезингера идея не заинтересовала, и Эйвери предложил её своему другу Джерри Фэйрбэнксу (Jerry Fairbanks), продюсировавшему цикл «Unusual Occupations» для Paramount Pictures. Фэйрбэнкс идею оценил, и в производство была запущена серия короткометражных фильмов «Speaking of Animals and Their Families». 
Покинув Warner Bros., Эйвери устроился на Paramount и работал там над первыми тремя фильмами серии, пока не перешёл в MGM.

### Metro-Goldwyn-Mayer
В 1942 году Эйвери устраивается на работу в MGM, в подразделение короткометражного анимационного кино под руководством Фреда Куимби (Fred Quimby). Эйвери, испытывавший ранее постоянное давление со стороны Шлезингера, на новом месте почувствовал себя творчески свободным, и теперь его креативность достигла своего пика. Его мультфильмы стали известны своим абсолютным безумием, сумасшедшей динамикой и склонностью играть средствами мультипликации. Помимо этого, MGM смогла предложить Эйвери бо́льший бюджет и более высокий уровень производства, нежели был на студии Шлезингера. Вдобавок команду Эйвери дополнили ушедшие от Диснея после забастовки 1941 года опытные мультипликаторы Престон Блэйр и Эд Лав (Ed Love).
Все эти перемены пошли на благо работе Эйвери: его первый короткометражный анимационный фильм, созданный на базе MGM, «Blitz Wolf», пародировавший Гитлера, в 1942 году номинировался на «Оскара» как лучший короткометражный фильм.
Наиболее известный из персонажей Эйвери, созданных им на MGM — пёс Друпи, дебютировавший в фильме 1943 года «Dumb-Hounded». Droopy (буквально — унылый) первоначально звался «Happy Hound» (счастливый пёс), он представлял собой спокойного, миниатюрного, медленно передвигающегося и медленно говорящего пса, который, тем не менее, в конце фильма неизменно оказывался в выигрыше.
Начиная с 1943 года Текс Эйвери создал серию мультфильмов с погонями и спасением «девицы в беде». Так, фильм «Red Hot Riding Hood» представил сексуальную героиню, которая не получила имени, зато завоевала сердца зрителей, давших ей прозвище «Red» (Рыжая). Различные по исполнению вариации этой героини позже встречались в других фильмах Эйвери. В лучших работах Эйвери, таких как «Little ’Tinker», «Bad Luck Blackie», «Who Killed Who?», «King-Size Canary», сюжет буквально усыпан сногсшибательными трюками; причём остроумие их, как и самих фильмов, строится на визуальной выразительности.
Среди примечательных лент периода работы на MGM чаще других называется музыкальная комедия «Magical Maestro».
Эйвери начал карьеру на MGM, используя яркие, насыщенные цвета и реалистичные фоны, но затем медленно отошёл от этого стиля к более экспрессивному, хаотичному, менее реалистичному методу изобразительного искусства. Более поздние его работы тяготеют к стилю студии UPA (United Productions of America), они хорошо отображают вставшую перед Эйвери необходимость урезать бюджет лент, а также его собственное желание оставить реализм и создавать мультфильмы, которые не имели бы связи с реальным миром или кинематографом. В этот период он создаёт ряд фильмов на футуристическую тему: «The House of Tomorrow», «The Car of Tomorrow», «The Farm of Tomorrow» и «T.V. of Tomorrow».
В начале 1950-х Эйвери взял годовой отпуск, устроив себе отдых от MGM. На протяжении этого года командой Эйвери руководил аниматор Дик Ландай (незадолго до этого ушедший из студии Уолтера Ланца). Вернувшись к работе в октябре 1951-го, Эйвери завершил два последних своих мультфильма периода его работы на MGM: «Deputy Droopy» и «Cellbound». Сорежиссёром обоих фильмов стал аниматор Майкл Ла (Michael Lah). Эйвери покинул MGM в 1953 году и вернулся на студию Уолтера Ланца.

### После MGM
Вернувшись на студию Ланца, Эйвери за период с 1954-го по 1955-й снял четыре мультфильма: «Crazy Mixed-Up Pup», «Shh-h-h-h-h», «I’m Cold», «The Legend of Rockabye Point», которые определили характер нового персонажа — пингвинёнка Чилли Вилли. И хотя две из четырёх этих лент номинировались на Оскара, Эйвери ушёл от Ланца из-за разногласий по вопросу оплаты труда, эффектно завершив свою карьеру мультипликатора.
Позже он всё же вернулся к анимации в телевизионной рекламе, из его коммерческих работ наиболее известна реклама средства от насекомых «Raid» 1960-х годов (в которой мультипликационные насекомые, опрысканные из аэрозольного баллончика, кричат: «Рэйд!» и взрываются). Также Эйвери делал рекламные ролики для фруктовых напитков «Kool-Aid» с использованием персонажей Warner Bros., которых он создал во времена «термитной террасы».
На протяжении 1960-х и 1970-х годов Эйвери переживал сильную непрекращающуюся депрессию, несмотря на то, что он продолжал пользоваться уважением и почётом за свои предыдущие работы. Его последним работодателем была студия Hanna-Barbera Productions, на которой он писал шутки для субботних утренних шоу, таких как клон Друпи Kwicky Koala.
26 августа 1980 года в возрасте 72 лет Эйвери скончался в госпитале Св. Иосифа в Бербанке, Калифорния. Причиной смерти стал рак лёгкого, развившийся у Эйвери за год до смерти. Эйвери похоронен на кладбище Форест-Лаун в Голливуд-Хиллз.

## Список фильмов, над которыми Эйвери работал в качестве режиссёра или сорежиссёра

### Warner Bros. (1935—1941)
| - Gold Diggers of ’49 (1935) - Miss Glory (1936) - The Blow Out (1936) - Plane Dippy (1936) - I’d Love to Take Orders from You (1936) - I Love to Singa (1936) - Porky the Rain Maker (1936) - Milk and Money (1936) - Don’t Look Now (1936) - The Village Smithy (1936) - Porky the Wrestler (1937) - Picador Porky (1937) - I Only Have Eyes for You (1937) - Porky’s Duck Hunt (1937) - Ain’t We Got Fun (1937) - Uncle Tom’s Bungalow (1937) - Egghead Rides Again (1937) - A Sunbonnet Blue (1937) - Porky’s Garden (1937) - I Wanna Be a Sailor (1937) | Little Red Walking Hood (1937) Daffy Duck & Egghead (1938) The Sneezing Weasel (1938) The Penguin Parade (1938) The Isle of Pingo Pongo (1938) Cinderella Meets Fella (1938) A Feud There Was (1938) Johnny Smith and Poker-Huntas (1938) Daffy Duck in Hollywood (1938) The Mice Will Play (1938) Hamateur Night (1939) A Day at the Zoo (1939) Thugs with Dirty Mugs (1939) Believe It or Else (1939) Dangerous Dan McFoo (1939) Detouring America (1939) Land of the Midnight Fun (1939) Fresh Fish (1939) Screwball Football (1939) The Early Worm Gets the Bird (1940) | - A Wild Hare (1940) - Cross Country Detours (1940) - The Bear’s Tale (1940) - A Gander at Mother Goose (1940) - Circus Today (1940) - Ceiling Hero (1940) - Holiday Highlights (1940) - Wacky Wildlife (1940) - Of Fox and Hounds (1940) - The Haunted Mouse (1941) - The Crackpot Quail (1941) - Tortoise Beats Hare (1941) - Porky’s Preview (1941) - Hollywood Steps Out (1941) - The Heckling Hare (1941) - Aviation Vacation (1941) - All This and Rabbit Stew (1941) - The Bug Parade (1941) - The Cagey Canary (1941) - Aloha Hooey (1942) - Crazy Cruise (1942) |

### Paramount (1941)
- Speaking of Animals Down on the Farm (1941)
- Speaking of Animals Down in a Pet Shop (1941)
- Speaking of Animals Down in the Zoo (1941)

### MGM (1942—1954)
| - Blitz Wolf (1942) - The Early Bird Dood It! (1942) - Dumb-Hounded (1943) / (Друпи) - Red Hot Riding Hood (1943) - Who Killed Who? (1943) - One Ham’s Family (1943) - What’s Buzzin’ Buzzard? (1943) - Screwball Squirrel (1944) / (Чокнутый Бельчонок) - Batty Baseball (1944) - Happy-Go-Nutty (1944) / (Чокнутый Бельчонок) - Big Heel-Watha (1944) / (Чокнутый Бельчонок) - The Screwy Truant (1945) / (Чокнутый Бельчонок) - The Shooting of Dan McGoo (1945) / (Друпи) - Jerky Turkey (1945) - Swing Shift Cinderella (1945) - Wild and Woolfy (1945) / (Друпи) - Lonesome Lenny (1946) / (Чокнутый Бельчонок) - The Hick Chick (1946) - Northwest Hounded Police (1946) / (Друпи) - Henpecked Hoboes (1946) / (Джордж и Джуниор) - Hound Hunters (1947) / (Джордж и Джуниор) - Red Hot Rangers (1947) / (Джордж и Джуниор) - Uncle Tom’s Cabaña (1947) - Slap Happy Lion (1947) - King-Size Canary (1947) | - What Price Fleadom (1948) - Little ’Tinker (1948) - Half-Pint Pygmy (1948) / (Джордж и Джуниор) - Lucky Ducky (1948) - The Cat that Hated People (1948) - Bad Luck Blackie (1949) - Señor Droopy (1949) / (Друпи) - The House of Tomorrow (1949) - Doggone Tired (1949) - Wags to Riches (1949) / (Друпи) - Little Rural Riding Hood (1949) - Out-Foxed (1949) / / (Друпи) - The Counterfeit Cat (1949) - Ventriloquist Cat (1950) - The Cuckoo Clock (1950) - Garden Gopher (1950) - The Chump Champ (1950) / (Друпи) - The Peachy Cobbler (1950) - Cock-a-Doodle Dog (1951) - Daredevil Droopy (1951) / (Друпи) - Droopy’s Good Deed (1951) / (Друпи) - Symphony in Slang (1951) - Car of Tomorrow (1951) - Droopy’s Double Trouble (1951) / (Друпи) - Magical Maestro (1952) | - One Cab’s Family (1952) - Rock-a-Bye Bear (1952) - Little Johnny Jet (1953) - T.V. of Tomorrow (1953) - The Three Little Pups (1953) / (Друпи) - Drag-a-Long Droopy (1954) / (Друпи) - Billy Boy (1954) - Homesteader Droopy (1954) / (Друпи) - The Farm of Tomorrow (1954) - The Flea Circus (1954) - Dixieland Droopy (1954) / (Друпи) - Field and Scream (1955) - The First Bad Man (1955) - Deputy Droopy (1955) / (Друпи) (совместно с Майклом Ла) - Cellbound (1955) (совместно с Майклом Ла) - Millionaire Droopy (1955) / (Друпи) (широкоформатный ремейк «Wags to Riches») - Cat’s Meow (1957) (широкоформатный ремейк «Ventriloquist Cat») |

### Walter Lantz (1954)
- Crazy Mixed Up Pup / Сумасбродство по-собачьи (1954)
- I’m Cold / Мне холодно (1954) / (Чилли Вилли)
- Легенда Рокабей Пойнта / The Legend of Rockabye Point (1955) / (Чилли Вилли)
- Sh-h-h-h-h-h (1955)